# Trościanica (rzeka)
Trościanica, także Troszczenica (biał. Трасцяніца) – rzeka na Białorusi, lewostronny dopływ Muchawca.
Długość rzeki wynosi 54 km, powierzchnia dorzecza – 23 km². Zaczyna się na uroczysku Góra Kniażna koło wsi Lachczyce. Uchodzi do Muchawca, niedaleko wsi Filipowicze.